# 날개 부인
"날개 부인"은 한국에서 제작된 김수용 감독의 1965년 영화이다. 김진규 등이 주연으로 출연하였고 차태진 등이 제작에 참여하였다.

## 출연

### 주연
- 김진규
- 최은희
- 주연

## 수상
- 황정순 - 청룡영화상 - 여우조연상

## 기타
- 원작자: 추식
- 조명: 손영철
- 미술: 박석인